# Calci
Calci est une commune italienne de la province de Pise dans la région Toscane en Italie.

## Administration
| Période                                  | Période  | Identité       | Étiquette     | Qualité |
| ---------------------------------------- | -------- | -------------- | ------------- | ------- |
| 8/6/09                                   | En cours | Bruno Possenti | centre gauche |         |
| Les données manquantes sont à compléter. |          |                |               |         |

### Hameaux
La Pieve - capoluogo, La Gabella, La Corte, Rezzano, Montemagno, Pontegrande, Castelmaggiore, Tre Colli, Il Colle, Villa

### Communes limitrophes
Buti, Capannori, San Giuliano Terme, Vicopisano

## Sites
- La Forteresse de la Verruca (XIIIe siècle), en ruine.
- Area naturale protetta di interesse locale del Lato (it)

## Musées
- La Chartreuse de Pise, qui héberge le Museo di storia naturale e del territorio dell'Università di Pisa